# Halobatrachus
Halobatrachus is een monotypisch geslacht van straalvinnige vissen uit de familie van de kikvorsvissen (Batrachoididae).

## Soort
- Halobatrachus didactylus (Bloch & Schneider, 1801)